# Горев, Фёдор Петрович
Фёдор Петрович Горев (настоящая фамилия Васильев; 1850 — 7 [20] апреля 1910) — русский драматический актёр.

## Биография
Начал артистическую карьеру с 16 лет. Поначалу выступал в любительских спектаклях. В 1866—80 годах играл в провинциальных театрах. В 1877 году дебютировал на Императорской сцене в СПб. (Александринский театр), но принят в труппу был только в 1880 году. Вскоре перешёл на московскую сцену, где служил почти тридцать лет с некоторыми перерывами — с 1882 до 1910, до самой своей кончины. В 1897—1900 годах попеременно выступал в Малом и Александрийском театрах.

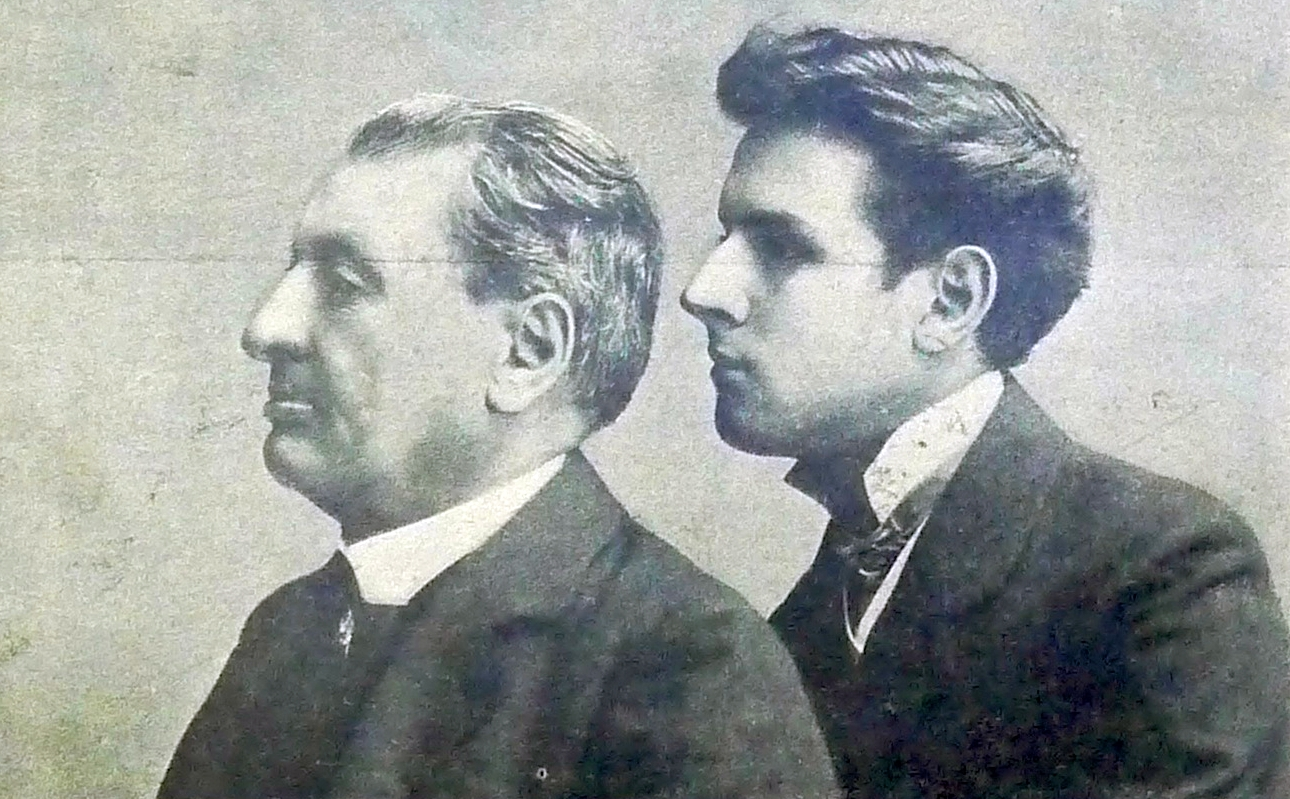
Ф. П. Горев с сыном Аполлоном

В 1900 году был отстранён от работы в Малом театре директором императорских театров С. М. Волконским и поступил в театр Корша, театр Яворской в Москве, др. частные сцены, провинциальные театры. Однако в 1905 году был вновь принят на сцену Малого театра.
В его репертуаре более 300 ролей: Макс Холмин («Блуждающие огни»); Владимир («Семья»); Жадов («Доходное место»); Мелузов («Таланты и поклонники»); Дон Карлос (одноимённая драма); Фердинанд («Коварство и любовь»); Чацкий и Репетилов («Горе от ума»); Эрнани (одноимённая драма Гюго); дон Саллюстий де Басан («Рюи Блаз» Гюго); маркиз де ля Тремуйль («Граф де Ризоор» Сарду); Арман («Дама с камелиями»); Василий («Каширская старина»); Григорий («Плоды просвещения»); Чоглов-Соковин («Горькая судьба»); Никифор Фока («Теофано»); Илимов («Жизнь Илимова»); Опольев («Старый барин»); Томилин («Порыв») и ещё множество других.

Недюжинный артист с преобладанием чувства над рассудком, вдохновения над техникой, Горев возбуждал восторги одних и строгие суждения тех, кто законченность в сценическом творчестве ставит выше минутного вдохновения— цитируется по Биографическому словарю

Обладая превосходными внешними данными, огромным сценич. темпераментом, он исполнял роли в пьесах Шекспира (король Лир). …Преобладание интуиции над обдуманным решением роли было типичной особенностью иск-ва Г. Иногда он создавал в спектаклях целые пантомимич. сцены (знаменитые «горевские паузы»), играя их с большим нервным подъемом.
- Жена: драматическая актриса Горева, Елизавета Николаевна, создала в Москве собственную антрепризу, просуществовавшую всего два года, но тем не менее пользовавшуюся немалым успехом.

Могила на Ваганьковском кладбище

- Сын Горев, Аполлон Фёдорович — актёр МХАТ, среди знаменитых ролей — Хлестаков («Ревизор» Гоголя, постановка 1908, (реж. Станиславский, Немирович-Данченко и Москвин).

Похоронен на Ваганьковском кладбище (8 уч.).